# Immighausen
Immighausen ist ein Stadtteil von Lichtenfels (Hessen) im hessischen Landkreis Waldeck-Frankenberg.

## Geschichte

Romanische Kirche in Immighausen

Immighausen findet um das Jahr 850 erstmals Beachtung, als die Gräfin Ida ihre bei Ymminchusen gelegenen Güter dem Kloster Corvey übereignete. Urkunden gibt es ab dem Jahre 1028. Im Laufe der Geschichte wechselte die Schreibweise des Ortsnamens mehrfach, je nach dem Verständnis oder Gusto des jeweiligen Schreibers. So wandelter er sich über Yraminchusen im Jahre 1028 zu Imminghusen, Ymmichusen (um 1190), Immyngchusen (um 1200), Ymenchusen (1336), Imminchusen (um 1350), Immickhusen (1422), Imminckhausen (1537) und Immeckusen (1541). In der Geschichtsschreibung ist im Jahr 1028 die Rede von einem Hof zu Imminghusen, den der Abt von Corvey auf Veranlassung Kaiser Konrads dem Sohn der Matrone Alvered übergab. Im Jahre 1189 war der Ort Corveysches Lehen im Besitz der Waldecker Grafen.
Am 1. Oktober 1971 bildeten Immighausen und sieben weitere Gemeinden die neue Stadt Lichtenfels.

## Ortsbeirat
Immighausen verfügt als Ortsbezirk über einen Ortsbeirat, bestehend aus fünf Mitgliedern, dessen Vorsitzender ein Ortsvorsteher ist.

## Kirche
Die romanische Kirche wurde 1180 erbaut. Sie liegt etwas oberhalb des Ortes und ist dem Heiligen Vitus geweiht. 1223 erscheint sie erstmals als Gotteshaus in Güterverzeichnissen des Klosters Schaaken, dem sie auch im Jahre 1236 inkorporiert wurde. Die Kirche hat einen mächtigen, sich nach oben etwas verjüngenden Turm mit quadratischem Grundriss und ein einschiffiges, zweijochiges Langhaus. Bemerkenswert ist die von Jost Schilling 1588 geschnitzte Renaissancekanzel.

## Kloster Schaaken

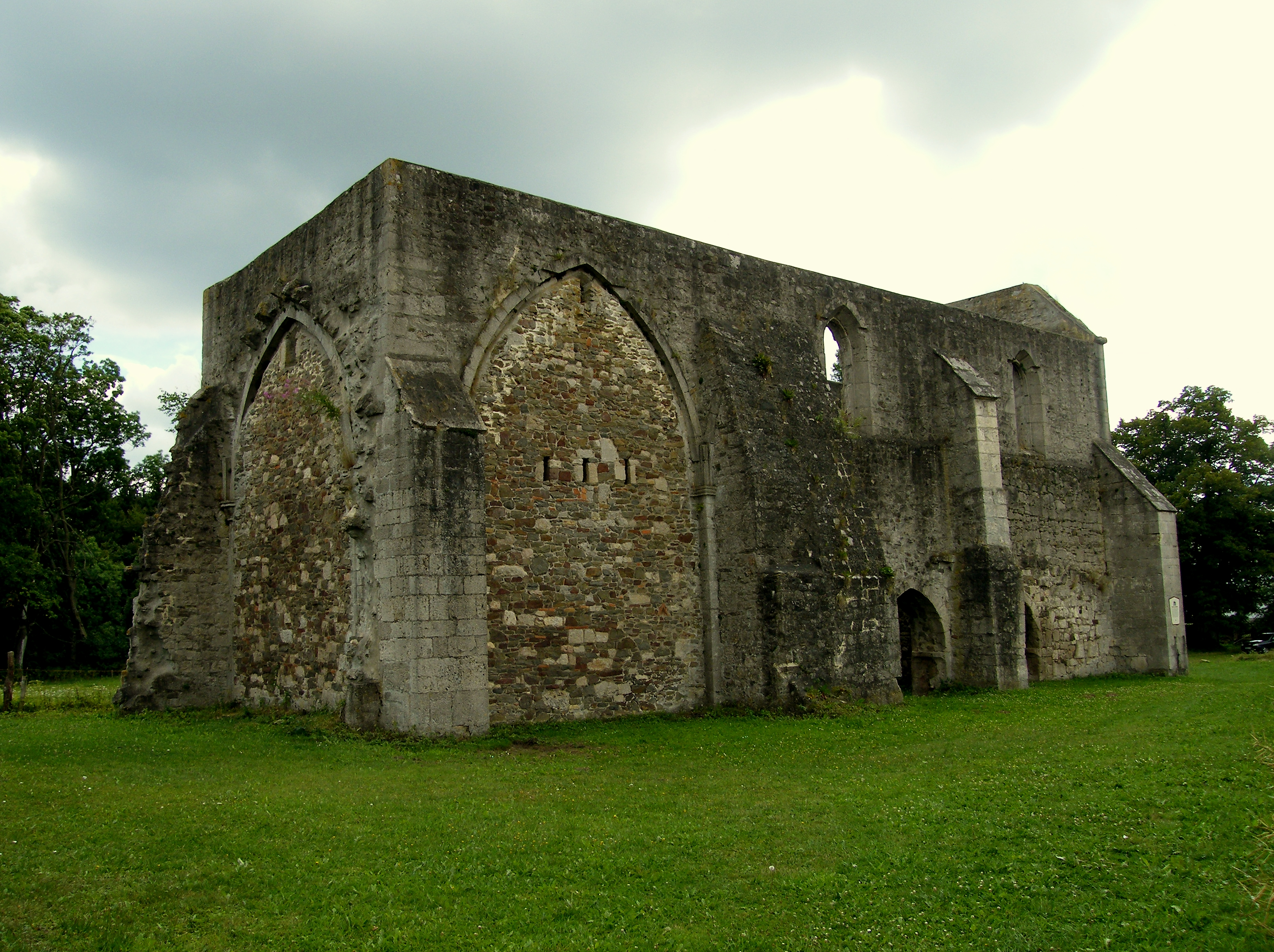
Ruine der Klosterkirche Schaaken

500 Meter hinter dem Ortsausgang in Richtung Goddelsheim befinden sich die Reste des ehemaligen Klosters Schaaken aus dem 13. Jahrhundert, das mehrfach zerstört wurde.

## Allgemeines
Immighausen ist landwirtschaftlich geprägt. Daneben gibt es aber auch einige Gewerbebetriebe. Der älteste Verein ist der 110-jährige „MGV Liedertafel“. Außerdem gibt es den Frauenchor, die Landfrauen, den Sportverein mit seiner Untergruppe „Klostermönche“ und die Freiwillige Feuerwehr. Die Bezirksgruppe Lichtenfels des Waldeckischen Geschichtsvereins hat ebenfalls ihren Sitz in Immighausen.

## Söhne und Töchter des Orts
- Jost Schilling (urkundlich erwähnt von 1584 bis 1602), bedeutender Bildschnitzer und Formschneider der Renaissance
- Josias Wolrat Brützel (* 1653 in Immighausen; † 1733 ebenda), bedeutender Bildschnitzer und Bildhauer des Barock